# Teklin
Teklin [pronunciación en polaco: /ˈtɛklin/] es una aldea ubicada en el distrito administrativo de Gmina Łęki Szlacheckie, dentro del condado de Piotrków, voivodato de Łódź, en el centro de Polonia. Se encuentra a unos 9 kilómetros al noroeste de Łęki Szlacheckie, a 21 kilómetros al sur de Piotrków Trybunalski, y a 65 kilómetros al sur de la capital regional Łódź .